# Ministär
En ministär (av franska: ministère, ministerium) eller ett kabinett (av franska: cabinet) eller ministerråd är det samma som  samtliga ministrar i en regering.
Termen ministär används formellt inte längre i Sverige. När ordet förekommer avses snarare statsråden som grupp än regeringen som institution, till exempel Tage Erlanders första ministär och liknande. Termen kabinett kan ibland avse styrets innersta krets, exempelvis i Storbritannien och USA.